# Bureau debout
Un bureau debout (standing desk en anglais) est un bureau conçu pour être utilisé debout ou avec un tabouret haut.

## Histoire

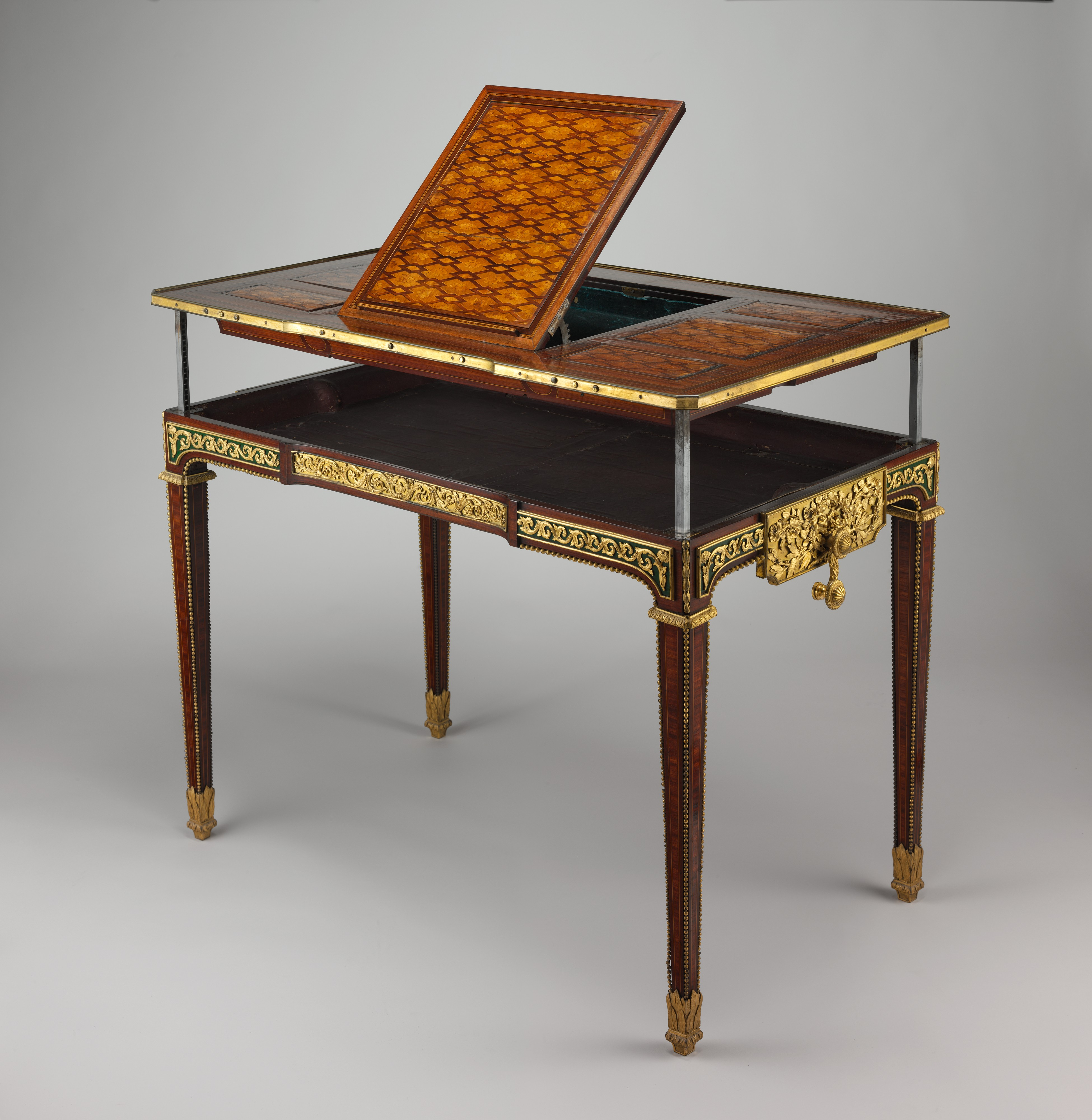
Le bureau debout mécanique de Marie-Antoinette, utilisé pendant ses grossesses.

Plusieurs écrivains et hommes d'État écrivaient debout, tels que Thomas Jefferson, Charles Dickens, Winston Churchill, Virginia Woolf ou encore Ernest Hemingway. Marie-Antoinette utilisa un bureau debout lors de ses grossesses.

## Variantes
Les bureaux debout ont été fabriqués dans de nombreux styles et variantes. Les bureaux debout peuvent être spécialisés pour s'adapter à des tâches particulières, telles que certaines variantes du bureau téléphonique et des bureaux pour la rédaction architecturale. Certains bureaux debout ne peuvent être utilisés qu'en position debout tandis que d'autres permettent aux utilisateurs de s'asseoir ou de se tenir debout en ajustant la hauteur du bureau avec un moteur électrique, une manivelle ou un système de contrepoids. Certains bureaux sont également construits comme des pupitres d'enseignants, ce qui permet de les placer sur un bureau existant pour se tenir debout ou de les retirer pour s'asseoir.
Un bureau réglable en hauteur ou un bureau assis-debout peut être ajusté à la fois en position assise et debout; cela est censé être plus sain que le bureau assis uniquement. Les bureaux assis-debout peuvent être efficaces pour réduire le temps d'assise pendant la journée de travail entre 30 minutes et deux heures par jour de travail, mais les preuves sont de faible qualité.

## Effets sur la santé
Le taux de mortalité est plus élevé chez les personnes restant assises quotidiennement durant de longues périodes,. L'activité physique, bien qu'aidant, ne permet pas de contrebalancer les effets négatifs de la position assise.
La différence de consommation d'énergie entre l'utilisation d'un bureau debout et d'un bureau classique est mineure.